# Valbo HC
Le Valbo HC est un club de hockey sur glace de Valbo en Suède. Il évolue en Division 1, le troisième échelon suédois.

## Historique
Le club est créé en 1912 sous le nom de Valbo AIF. En 2007, il est renommé Valbo HC.

## Palmarès
- Aucun titre.